# 威远城 (招宝山)
29°57′44.307″N 121°43′15.293″E / 29.96230750°N 121.72091472°E
威远城是中国浙江省宁波市镇海区的一座城池。城池位于招宝山山顶，建于明嘉靖三十九年（1560年），经历抗倭、抗英、抗法、抗日四次战争，同时也反映了浙东地区早期城墙建筑的工艺和特色。1996年，威远城与其他镇海口海防设施一道被列入第四批全国重点文物保护单位中的镇海口海防遗址项目。

## 形制
威远城地处招宝山山顶，扼守甬江口，对镇海县城的安危至关重要。清浙江提督欧阳利见曾在《增修招宝山月城碑记》中指威远城为明代沿海数座守边城池中最为重要的城池。现存的威远城为长方形，周长502米，高7.4米，总面积5186平方米，东北、西南设有城门。城墙为条石砌筑，城内铺设石板，并有明清碑刻数方，圆通宝殿一座。门额阴刻“威远城”三字为道光十二年县令郭淳章题写，内门两侧楹联“海不扬波千古定，地无爱宝一山招”为明代镌刻:31。

## 历史

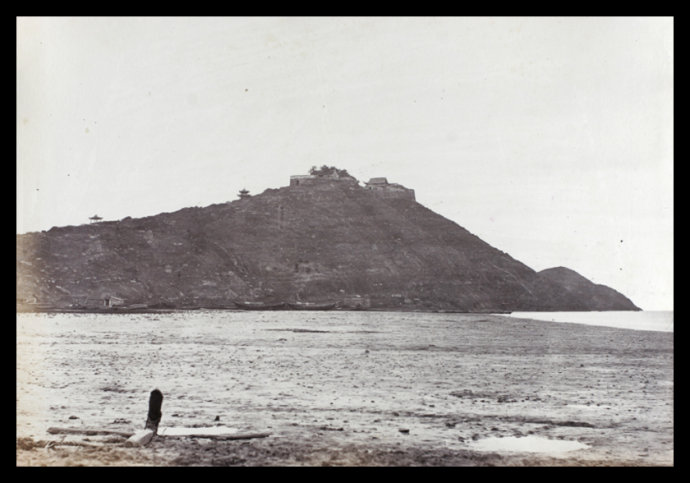
19世纪60年代的招宝山，顶端为威远城。照片由英国人包腊（Edward C. M. Bowra）拍摄

威远城建于明嘉靖三十九年（1560年）抗击倭寇期间，由都督卢镗和海道副使谭纶主持修建。嘉靖四十一年（1562年）在城内设置铁炮4门，建造营房40余间。清康熙四年（1665年）扩大城墙范围，加固城墙。道光十二年（1832年）重修:31。
第一次鸦片战争期间的1841年10月，英军进攻浙东，10日黎明在江南笠山登陆，当日上午占领招宝山对岸的金鸡山。11时，英舰炮轰威远城，同时分两路仰攻招宝山，导致山南侧火药库爆炸，提督余步云怯战逃跑，招宝山失守，当日镇海县城被占领，钦差大臣裕谦、县丞李向阳等人自杀殉国。1842年3月11日，清军反攻部队中由四川金川守备哈克里率领的藏族土军欲夺回威远城，但因军机泄露败退:12-15。此次战争期间，威远城损坏严重，于1845年进行大修，新建部分营房，增配火炮。
1883年中法战争前夕，威远城周边增设月城，宁波知府杜冠英在城内增设从英、德进口的8尊线膛炮，在镇海之战中发挥了作用。
抗日战争爆发后，国民政府在威远城周边设置大量钢筋水泥碉堡。在随后的战争中，威远城亦成为守军与日军争夺的焦点。1940年7月17日和1941年4月18日，威远城曾两次被日军占领，每次均导致镇海县城失守，城址也受到严重破坏。

## 保护
在历次战争中，威远城破损严重。1983年至1985年，镇海县人民政府修缮了威远城东、南、西三面城墙，2006年修缮南城墙。1989年，威远城随金鸡山瞭台等海防遗迹一起以“镇海口海防遗迹”被列入浙江省文物保护单位，1996年提升为全国重点文物保护单位。保护范围为城墙墙基以外30米。

## 图片
- 全国重点文物保护单位标志
- 南门及石狮
- 门内台阶
- 南门门臼
- 南门内侧及楹联
- 南门内侧平台
- 北门外侧
- 北门内侧